# Гибельное начало

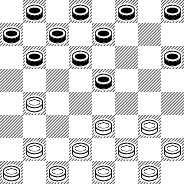
Табия дебюта Гибельное начало

Гибельное начало — дебют в русских шашках. Табия дебюта возникает после ходов 1. cd4 fe5 2. d: f6 g: e5 3. ab4! Игра чёрных характеризуется переразвитием, поэтому занятый чёрными центр окружается и связывается. Дебют играется ради получения острой игры и требует за чёрных ювелирной защиты.
Гибельное начало развилось из первоначально основного варианта дебюта Игра Романычева 1. cd4 fe5 2.d: f6 g: e5 (сейчас играют на борт 2… e: g5). Своё название и оценку получил из анализа гения шашек Александра Шошина, опубликованный после его смерти старшим братом В. И. Шошиным в 1909—1910 гг. в «Литературных приложениях» к журналу «Нива». С этого времени дебют стали называть также «гибельным началом», затем Игрой Романычева стали именовать отказанный вариант с боем на g5.